# جيني كراكوسكي
جيني كراكوسكي(بالإنجليزية: Jane Krakowski)(ولدت في 11 أكتوبر 1968) هي ممثلة أمريكية ومغنية رشحت لجائزة غولدن غلوب وأيضاً رشحت ثلاثة ترشيحات لجائزة إيمي.

## روابط خارجية
- جيني كراكوسكي على موقع IMDb (الإنجليزية)
- جيني كراكوسكي على موقع روتن توميتوز (الإنجليزية)
- جيني كراكوسكي على موقع ألو سيني (الفرنسية)
- جيني كراكوسكي على موقع ميوزك برينز (الإنجليزية)
- جيني كراكوسكي على موقع أول موفي (الإنجليزية)
- جيني كراكوسكي على موقع قاعدة بيانات برودواي على الإنترنت (الإنجليزية)
- جيني كراكوسكي على موقع قاعدة بيانات برودواي على الإنترنت (الإنجليزية)
- جيني كراكوسكي على موقع قاعدة بيانات الأفلام السويدية (السويدية)
- جيني كراكوسكي على موقع إن إن دي بي (الإنجليزية)
- جيني كراكوسكي على موقع ديسكوغز (الإنجليزية)